# Bitwa pod Małym Borem
Bitwa pod Małym Borem – starcie zbrojne, które miało miejsce 12 października 1420 roku w okresie wojen husyckich.
12 października 1420 niewielkie siły husyckie ufortyfikowane w romańskim kościele w dzisiejszej wsi Malý Bor pod dowództwem Jana Žižki zostały okrążone i zaatakowane przez znacznie większe, połączone siły Austriaków, Niemców, Węgrów i czeskich katolików popierających Zygmunta Luksemburskiego. Dzięki budowie wagenburga, husytom udało się utrzymać swe pozycje i powstrzymać szarże ciężkiej kawalerii wroga.